# Райв, Роберт
Роберт Райв (англ. Robert Rive, итал. Roberto Rive) — фотограф XIX века, известный своими фотографиями античного города Помпеи. После нескольких лет, которые он прожил в Италии, сменил имя на Роберто Райв. Родился в Великобритании.

## Биография
Роберт Райв работал фотографом в Неаполе с начала 1860-х по 1889 год. Его фотостудия издавала открыти с фотографиями многих итальянских городов. Сам Роберт фотографировал памятники истории и культуры таких известных городов, как Неаполь, Помпеи, Сорренто, Амальфи, острова Капри и острова Сицилии. Также он снимал панорамы Флоренции, Пизы, Сиены, Рима и Генуи.
«Джорджо Зоммер и Роберто Райв начали систематическое фотографирование монументов и обычной жизни Кампании и Сицилии»

## Галерея

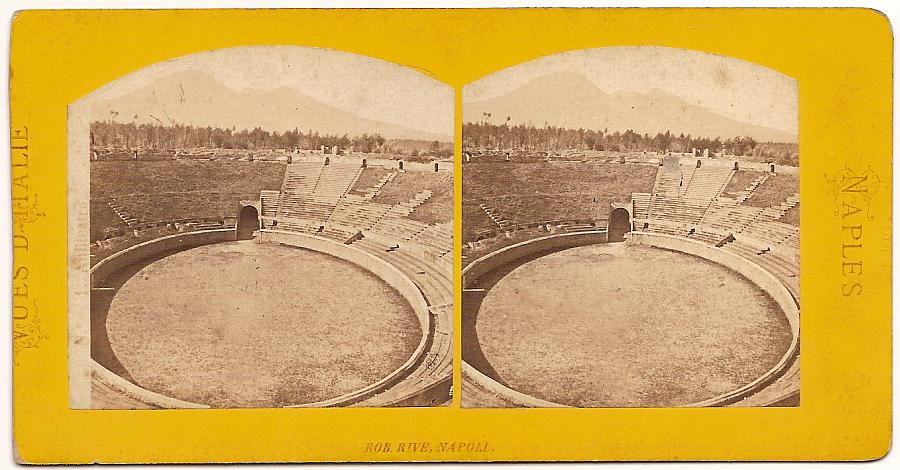
Амфитеатр в Помпеях, 1865
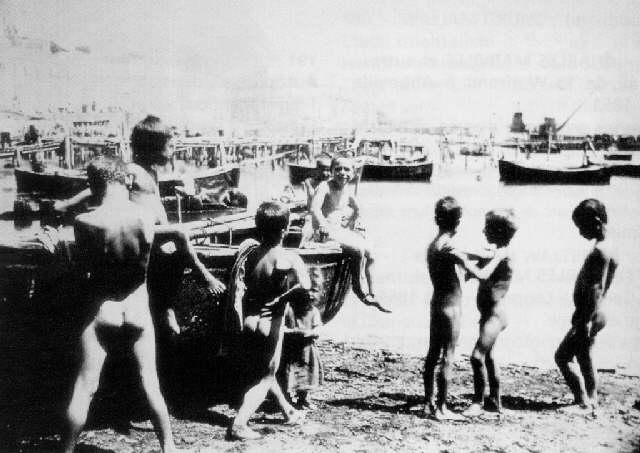
Enfants nus à Naples, 1870.
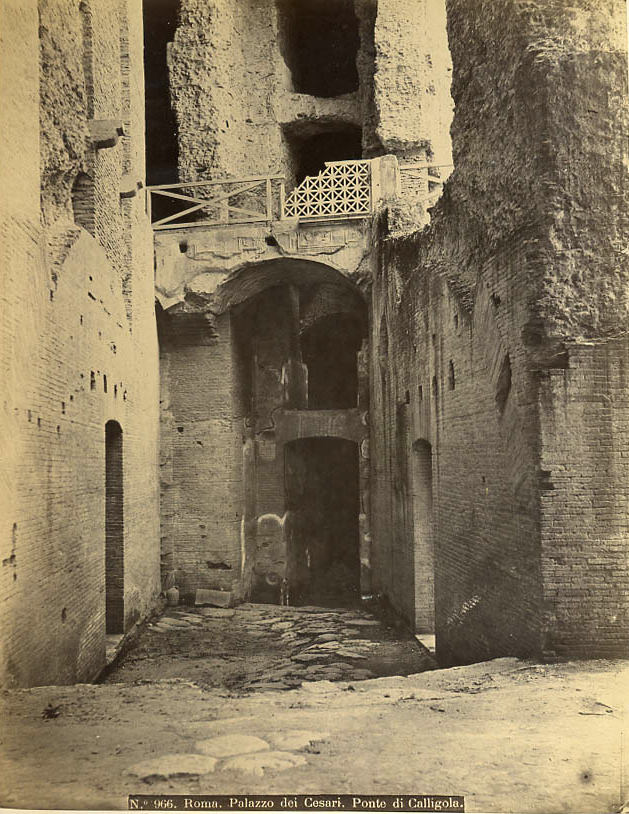
Дворец императоров. Мост Калигулы, до 1889

## Места выставок его фотографий
- Музей Пола Гетти
- Музей Орсе
- Римский музей[4]